# 願行寺 (品川区)
願行寺（がんぎょうじ）は、東京都品川区にある浄土宗の寺院。

## 概要
奈良時代中期、行基によって開山されたといわれているが、詳細は不明である。1462年（寛正3年）に観誉祐崇によって中興された。
当寺では、浄土宗寺院で行われる十夜法要が有名で、江戸時代は「山手第一の十夜」といわれていた。

## 境内
境内には地蔵堂があり、「願行寺のしばり地蔵」と呼ばれる地蔵菩薩像が安置されている。1652年（承応元年）の作で、縄で縛ると地蔵が苦しみを代行してくれるといわれており、主に病気平癒の目的で訪れる参拝者が多い。本堂と墓地の間には京急本線の高架線があるが、かつては地上に線路が走っていた。

## 墓所
- 坂寿三（徳川家光の典医）

家光から与えられた土地2,000歩を願行寺に寄進したという。

## 交通アクセス
- 新馬場駅より徒歩4分。